# 上町 (青梅市)
上町（かみちょう）とは、東京都青梅市にある地名。郵便番号は198-0081。

## 概要
市域中央部に位置し、青梅駅を中心に広がる商店街の西部に位置する。元青梅の宿を川の流れに従い、西よりそれぞれ上宿、中宿、下宿と言ったのを上町、中町、本町と改めた。

## 地理
多摩川の北岸に位置し、青梅丘陵が一部に跨る。

## 歴史
「青梅市の歴史」「青梅町の歴史」も参照。
- 1875年(明治8年) - 青梅村より青梅町に変更（大字青梅の範囲）。
- 1889年（明治22年）4月1日 - 町村制の施行に伴い、青梅町、勝沼村、西分村、日向和田村が合併して神奈川県西多摩郡青梅町が発足（青梅市の青梅地区の範囲）。
- 1893年（明治26年）4月1日 - 東京府へ移管。
- 1943年（昭和18年）7月1日 - 東京都制施行。
- 1951年（昭和26年）4月1日 - 霞村、調布村との合併により青梅市が発足。同日青梅町廃止。大字青梅は青梅地区の一部となる。
- 1998年（平成10年）10月 - 青梅地区の大字青梅より分割された地名の一つとして現在に至る。

## 世帯数と人口
2021年（令和3年）3月1日現在の世帯数と人口は以下の通りである。
- 世帯数 - 125世帯
- 人口 - 220人

## 公共機関

### 消防
- 東京消防庁青梅消防署（青梅市師岡町）
  - 第一分団（青梅地区）[6]

### 郵便
- 青梅郵便局（青梅市東青梅）
  - 青梅上町郵便局

## 経済

### その他
- 青梅商工会議所

## 地域

### 社会教育

#### 文化施設
- 青梅市文化交流センター（上町） - 旧・青梅市民会館。

## 交通
- 国道411号（青梅街道）
- 東京都道28号青梅飯能線（旧青梅街道）

都営バスの路線があり、JR青梅線・青梅駅へのアクセスも容易である。
かつては西武バスも路線を有していた。

## 施設
- 青梅市文化交流センター（青梅市民会館跡）
- 青梅商工会議所

## 出身人物
- 津雲国利（衆議院議員、拓務政務次官[7]、農業[8]）
- 平岡久左衛門（織物仲買業、平岡商店社長、青梅銀行頭取、青梅町長）[9]
- 平岡久左衛門（青梅信用金庫理事長）

## 名所・旧跡・社寺

### 名所・旧跡
- 旧稲葉家住宅（森下町）

### 社寺

#### 神社
- 稲荷神社（上町）